# Pórtico de Lívia
Pórtico de Lívia (em latim: Porticus Liviae) era um pórtico construído pelo imperador romano Augusto em homenagem à sua esposa, Lívia Drusila no lado norte do monte Ópio e ao sul do Clivo Suburano, na área entre esta e as futuras Termas de Trajano. Em relação a edifícios modernos, o pórtico ficava entre as igrejas de San Pietro in Vincoli e San Martino ai Monti, no rione Monti de Roma.

## História
Em 15 a.C., Augusto ordenou a construção de um pórtico no terreno onde ficava a casa de Públio Védio Polião, um rico liberto e um de seus conselheiros que lhe deixou a casa como herança. A obra foi concluída em 7 a.C. e dedicada a Lívia e ao filho dela, Tibério, por ocasião de seu triunfo.
Sua planta é conhecida por causa de três fragmentos do "Plano de Mármore" (Forma Urbis Romae; 10, 11 e 109). O edifício era retangular, com 115 metros de comprimento por 75 metros de largura, com uma parede exterior e uma fileira dupla de colunas no interior. Os dois lados mais longos tinha dois nichos semicirculares e mais um retangular. Na extremidade sul se abria uma abside semicircular com uma escadaria de 20 metros de largura que levava ao Clivo Suburano. No centro estava uma estrutura que pode ter sido uma fonte ou o Altar da Concórdia, construído pela própria Lívia. 
O pórtico era um edifício majestoso e muito popular e se tornou um dos mais importantes da cidade depois do Campo de Marte.
Em 1984, escavações no local revelaram restos dos pisos dos períodos pré e pós augustanos. O edifício ainda estava em uso no século V, mas já no século seguinte passou a ser utilizado para sepultamentos.